# 雷萬春
雷萬春（？—757年），唐朝儒家名將，經聯宗結義兄長雷海青推薦，投奔真源縣令張巡麾下，官拜郎將，天生智勇兼備，博通群書驍勇善戰。
天寶十四年（755年）安祿山、史思明起兵造反，國號大燕，是為安史之亂，張巡抗變，安祿山派令狐潮圍攻雍丘數月。張巡派雷萬春登城跟令狐潮對話，話還沒說完，燕軍突發弩箭，雷萬春面中六箭，血流滿面仍屹立不搖，其剛毅無與倫比，燕軍驚嘆其神勇。
十月令狐潮增兵再攻雍丘，張巡命雷萬春出城迎戰，大破燕軍，令狐潮逃走。十二月令狐潮再以大軍逼雍丘，張巡退守睢陽，與許遠會合，嚴陣以待，大破燕軍，燕軍南下受阻於睢陽，不能直下江淮。
至德二年（757年）五月，燕軍將領尹子奇領大軍向睢陽再發動猛攻，張巡與雷萬春主動受圍數月，燕軍屢攻不下，只好就地紮營，切斷睢陽之外援，鄰郡友軍官吏擁兵近在咫尺，卻因自危而見死不救，導致睢陽郡淪為一座孤城，城內將士只剩不足四百人，彈盡糧絕，就掘鼠羅雀以食、乃至食人肉，雖羸瘦患病、無法出戰，然終無叛志。但同年十月燕軍發動總攻，睢陽城破後雷萬春與主帥張巡、許遠、南霽雲、姚誾等將領被俘，雷萬春等三十六人不屈而被殺，許遠則被押送往洛陽，在途中被殺。
雷萬春英勇功績被唐朝追褒「威烈忠勇侯」，後人以供奉雷萬春為「雷霆驅魔大將軍」膜拜。台灣民間信仰則封號為「三田都千歲」、「雷府大王」、「雷府千歲」、「雷府大將軍」、「雷府大將公」。

## 延伸閱讀
[在维基数据编辑]
 《新唐書·卷192》，出自《新唐書》